# مدرسة الحياة

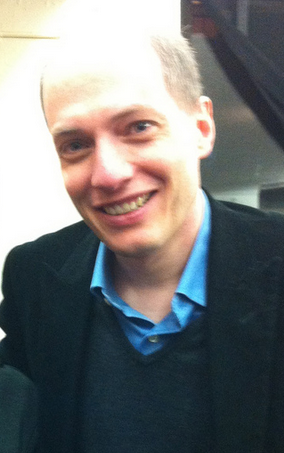
الفيلسوف ألن دي بوتن أحد مؤسسي مدرسة الحياة

مدرسة الحياة هي منظمة تعليمية تقدّم النصيحة في شؤون الحياة. تأسست المنظمة على يدّ آلان دو بوتون في عام 2008م. تأسست مدرسة الحياة ابتداءً في مدينة لندن، ثم تلى ذلك تأسيس عدة فروع لها في برلين، باريس، أمستردام، إسطنبول، ملبورن، باريس، ساو باولو، سيدني، سول، وتل أبيب وغيرها من المدن، وقد تأسست مدرسة الحياة من قبل الفيلسوف آلان دو بوتون وصوفي هاورث، بالتعاون مع العديد من الكتّاب والمعلمين والفنانين من مختلف المجالات.
توفر مدرسة الحياة عددًا من البرامج والخدمات التي تشمل مساعدة الفرد في إيجاد العمل المرضي، وفي إدارة العلاقات الاجتماعية، وفي تحقيق درجة من السلام والطمأنينة، وكذلك في فهم العالم وتغييره.. كما توفر أيضا علاجاً نفسياً للراغبين من مرتاديها ووسيلة العلاج بواسطة القراءة.